# Manjärv

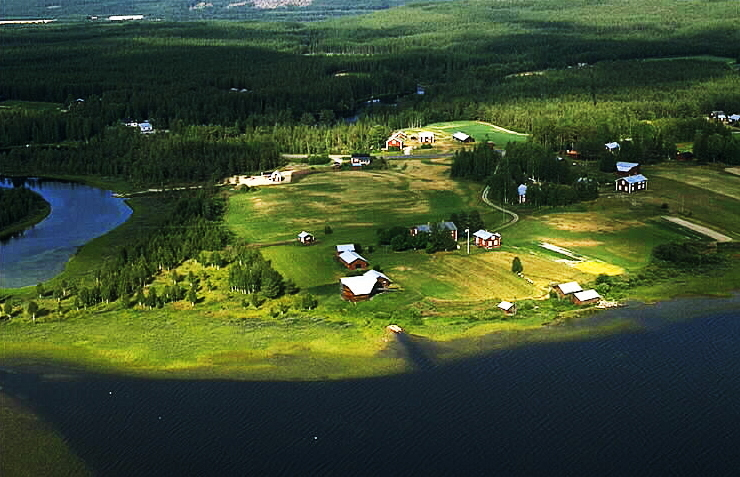
Manjärv 8 augusti 1994

Manjärv är en liten by i Älvsbyns kommun mellan Vidsel och Vistträsk.
Det är ett mycket gammal kulturbygd där man funnit en grav som är 7000 år gammal, troligen den äldsta i Norrbotten. Orten, som nämns redan i 1543 års jordebok, ligger vid sjön Manjärv vars utlopp mynnar ut i Piteälven strax nedanför Vidsel.

## Personer från orten
Styrkelyftaren Anna-Lena Bellqvist är uppvuxen i Manjärv. 
Resultat i urval. 
2021: Europarekord och VM-guld i knäböj 
2021: 4 plats VM i klassisk styrkelyft 
2019: SM-silver 
2018: SM-silver 
2017: SM-brons